# ملیکه اوزتورک
ملیکه اوزتورک (انگلیسی: Melike Öztürk؛ زادهٔ ۱ آوریل ۲۰۰۱) بازیکن فوتبال اهل ترکیه است.
وی همچنین در تیم‌های ملی فوتبال Turkey women's national under-17 football team, Turkey women's national under-19 football team، و زنان ترکیه بازی کرده‌است.